# Jean-Daniel Colladon
Jean-Daniel Colladon, né le 15 décembre 1802 à Genève et décédé le 30 juin 1893 aux Haut-Crêts (Cologny) près Genève, est un physicien et ingénieur suisse. Il a en 1837 épousé Stéphanie-Andrienne Ador. Le couple a eu quatre enfants : Andrienne-Mathilde, Jeanne-Marie, Pierre Louis Henri et Marie Amélie.

## Biographie
Plus connu sous le nom de Daniel Colladon, il est fils de Henri Colladon et Jeanne-Marthe Marié, il étudie pendant quelque temps le droit à Genève, mais il s'oriente finalement pour les sciences et part étudier les mathématiques à Paris. Il travaille ensuite dans les laboratoires de André-Marie Ampère et Joseph Fourier et à 25 ans obtient le Grand Prix de l'Académie des sciences pour ses travaux avec son ami Charles Sturm sur le calcul de la vitesse du son dans l'eau.
Il participe à la création de l'École centrale de Paris et y occupe la chaire de mécanique de 1829 à 1839. Cette année-là, il retourne en Suisse où est créée pour lui une chaire de mécanique à l'Académie de Genève (1839-1859). Il supervise de 1843 à 1844 la construction de l'usine de gaz de Genève, puis celle de Naples en 1862.
Il conçoit plusieurs instruments de mesure comme le photomètre et le dynamomètre et suggère l'utilisation de l'air comprimé, obtenu par un bélier hydraulique modifié, pour le creusement des longs tunnels qu'il propose pour le percement du tunnel du Mont-Cenis. Il est l'ingénieur conseil de l'entreprise du grand tunnel du Gothard fondée en 1872 par Louis Favre pour les questions concernant les compresseurs, la fourniture de l'air comprimé et leur entrainement, les perforateurs ainsi que pour d'autres problèmes techniques. Au cours des travaux, et après la mort de Louis Favre en 1879, Colladon défendra ce dernier dans la communauté scientifique et technique par grand nombre d'écrits.
À Genève, il exerce diverses fonctions législatives : membre du Conseil représentatif de 1834 à 1842 (deux législatures) ; membre du Conseil administratif de la Ville de Genève en 1843 et 1846 ; membre du Grand Conseil de 1846 à 1854 (trois élections) ; membre du Conseil municipal de la Ville de Genève de 1843 à 1862. Par ailleurs, il est aussi Commissaire fédéral et juré à l'exposition universelle de 1851 à Londres et membre du comité français pour le chemin de fer sous la Manche.

## Titres scientifiques et honorifiques
Docteur en droit, Professeur à l'École Centrale Paris et à l'Université de Genève.
Lauréat de l'Institut de France : Grand prix Fourneyron en 1885.
Officier de la Légion d'Honneur. Commandeur des SS. Maurice et Lazar.
Correspondant de l'Académie des sciences de Paris, de l'Académie royale de Turin, des Sociétés météorologiques de Londres, Allemande météorologie, géologique de Vienne, Impériale de Saint-Petersbourg.
Membres des Sociétés Physiques, des Arts et de Géographie de Genève, Philomatique de Paris, des Sciences et des Arts de Lille, de Cherbourg et de Muhlhouse, des Ingénieurs civils de Paris, des Ingénieurs et Architectes suisses, des Sociétés Helvétiques des sciences naturelles, Française d'Encouragement pour l'industrie nationale, etc.